# Alliance de Montréal
L'Alliance de Montréal est une équipe professionnelle de basketball de la LECB basée à Montréal, au Québec.

## Histoire
La ville de Montréal est à son troisième essai pour avoir une équipe de basketball évoluant dans une ligue professionnelle. Après les Dragons de Montréal en 1993 dans la défunte Ligue nationale de basketball, le  Jazz de Montréal a joué sa seule saison dans la Ligue nationale de basketball du Canada en 2012-2013. 
En février 2021, la LECB annonce qu'une équipe montréalaise se joindrait à la ligue en 2022. Le 27 octobre 2021, le nom et le logo de l'équipe sont dévoilés. Le mois suivant, Joel Anthony est nommé au titre de directeur général de l'Alliance et, le 8 mars 2022, Vincent Lavandier (en) est nommé entraîneur-chef.

## Liste des entraîneurs
- Derrick Alston (2023-)
- Vincent Lavandier (2022)